# Noi uomini duri
Noi uomini duri è un film del 1987 diretto da Maurizio Ponzi ed interpretato da Renato Pozzetto ed Enrico Montesano.

## Trama
Silvio, proprietario di una banca, e Mario, tranviere, si incontrano durante le vacanze estive in una scuola di sopravvivenza sperduta tra le montagne della Toscana. Inizia così un'amicizia intensa tra il banchiere milanese, che partecipa al corso su consiglio dello psicanalista, ed il tranviere romano, a cui non riesce bene nessun esercizio di sopravvivenza, e che inizialmente si spaccia addirittura per pilota di jet per colpire i suoi compagni di corso. L'amicizia passerà per un litigio, per poi consolidarsi definitivamente.

## Personaggi
- Mario: tranviere romano divorziato, si spaccia per pilota civile di aerei, si mostrerà il più imbranato di tutti, seppur bonariamente un po' sbruffone. All'inizio delle varie attività, si vanta di saperle affrontare facilmente, ma poi è costretto ad arrendersi e trova sempre delle scuse per non ammettere che l'esercizio non gli è riuscito bene: per esempio, quando sbaglia il percorso da fare nel bosco e rimane bloccato lì tutta la notte, si giustifica all'istruttore di "aver approfittato della bella nottata". Susciterà simpatia alle due ragazze napoletane, che si innamoreranno di lui. Tuttavia lui si impegnerà con Silvio nella prova finale e riusciranno ad arrivare secondi.
- Silvio: banchiere milanese, ultimo partecipante ad arrivare, stringe amicizia con Mario e si innamora di Cora. Come Mario, incontra molte difficoltà nelle attività, anche se per farsi vedere da Cora e da suo marito che lo deride si impegnerà almeno ad attraversare il ponte tibetano. A differenza però di Mario, Silvio si lamenta sempre, che vuole arrendersi o che non vuole neanche provare a sopportare le situazioni scomode (addirittura chiede all'istruttore Massimo di prenderlo a frustate, invece di fargli fare le flessioni). Invidia molto Ermanno, sia per le sue abilità, sia per la sua bella moglie. Quindi lui e Mario decideranno di impegnarsi per battere Ermanno nella gara finale, ma arriveranno secondi.
- Carlo: prete di un ordine missionario, andato per imparare a cavarsela per quando andrà in Mozambico per una missione.
- Antonio: venditore ambulante di ceramiche proveniente da Torino. È il primo partecipante a lasciare il corso, dopo essersi coperto di puntini rossi, probabilmente per la trippa.
- Gina: bella impiegata napoletana, è la migliore amica di Adua. Proverà affetto verso Mario e (come la sua amica) si innamora di lui. Nella festa finale lei, Adua e Mario ballano insieme per tutto il tempo. Lei e la sua amica arriveranno terze nella gara finale.
- Adua: migliore amica di Gina, è un'infermiera. Come la sua amica si innamora di Mario e più volte cerca di aiutarlo, come quando gli asciuga il sudore quando lui fa le flessioni e quando Mario affoga nel torrente, lei e la sua amica litigano per fargli la respirazione bocca a bocca, e con questa scusa per baciarlo.
- Roy: giovane interessato al cinema internazionale e arrivato per specializzarsi in un genere avventuroso, e che per un paio di prove in montagna, fa coppia con Silvio.
- Ermanno: titolare di uno studio dentistico a Roma, vuole allenarsi per prepararsi a un viaggio in Amazzonia. Risulta il migliore di tutti nelle attività ed è lui a vincere il primo premio. Per esempio, nell'attività in cui i partecipanti devono mangiare solo quello che hanno trovato nel bosco, mentre gli altri sono in difficoltà, riesce a procurarsi tre pesci e un fagiano. Deride Mario e per la sua incapacità, che dal canto suo, lo ammira e lo insulta allo stesso tempo. Forte, coraggioso e tenace, ma anche arrogante, litiga con sua moglie, che lo tradirà con Silvio. Alla fine del film riesce a essere più moderato.
- Cora: moglie di Ermanno. All'inizio sembra non gradire le attenzioni di Silvio, ma quando vede il comportamento arrogante del marito, lo fa sbagliare in tutti i modi nella gara finale (pur arrivando primi) e alla festa finale si allontana dal gruppo per baciare Silvio e fare l'amore con lui.
- Ines: signora cinquantenne proveniente dall'Umbria arrivata con suo marito Santo per "vedere come se la cavavano".
- Santo: cinquantenne, ha un negozio di generi alimentari nei pressi di Foligno insieme alla moglie Ines.
- Teresa: donna vedova proveniente da Perugia, che dice di sentirsi sola. Timida e riservata all'inizio, cerca tuttavia di aprirsi col compagno di coppia Giancarlo, anch'egli di Perugia, e alla fine si innamorano. Durante la festa finale ballano insieme.
- Giancarlo: professore di scuola media, si innamora di Teresa. Le sta vicino quando è scoraggiata e alla fine del corso la riaccompagna a Perugia in macchina.
- Luca: giovane di Merano, aspirante a diventare capo scout.
- Berno Berni Senior: industriale di Prato, parla con chiaro accento toscano. Rimane colpito dall'abilità di Ermanno, per esempio quando vede la sua casa sull'albero, o quando dice che ha fatto tre volte il ponte tibetano.
- Berno Berni Junior: suo figlio, anche lui con chiaro accento toscano e col carattere opposto del padre: logorroico e sveglio. Dice di aver portato alla scuola il padre, perché "è tutto arrugginito".
- Enzo: uno degli istruttori, accoglie i partecipanti quando arrivano alla scuola e di nascosto sorprende due volte Mario che vuole barare.
- Massimo: un altro degli istruttori, rigido e severo. Sgrida spesso Mario e Silvio per la loro incapacità per due volte obbliga loro a fare le flessioni come punizione.

## Produzione

### Regia
Jacek Pałkiewicz, fondatore della prima scuola di sopravvivenza in Europa, venne ingaggiato come consulente. Da segnalare la presenza del regista turco Ferzan Özpetek nella troupe come aiuto regista.
Il film venne girato nell'autunno del 1986 nella Valtiberina Toscana e nel territorio del comune di Sansepolcro, in provincia di Arezzo. Il rifugio utilizzato come location principale è tuttora in funzione: si chiama Rifugio Pian della Capanna e si trova nella località di Pieve Santo Stefano, in provincia di Arezzo.

### Cast
Apparizione di Alessandra Mussolini, ancora distante dalla scena politica, del futuro showman di Striscia la notizia Jimmy Ghione e del futuro faccendiere dell'affare Telekom Serbia Igor Marini che conobbe sul set Isabel Russinova con la quale ebbe una relazione ed un matrimonio durato alcuni anni.

## Distribuzione
La pellicola è stata distribuita nelle sale cinematografiche italiane a partire dal 12 febbraio del 1987.

## Accoglienza

### Incassi
Si è classificato al 21º posto tra i primi 100 film di maggior incasso della stagione cinematografica italiana 1986-1987.

### Critica
Il film ha ricevuto critiche abbastanza positive anche se l'originalità del soggetto non sempre è stata sfruttata al meglio ed il risultato finale non è riuscito a ripagare appieno quelle che erano le aspettative iniziali. Il regista è riuscito comunque a confezionare un buon prodotto tenendo insieme, in modo divertente e garbato, i due protagonisti senza mai scivolare nella volgarità e nella caciara.

## Colonna sonora
Il brano presente nella colonna sonora è Tough Boys, composto da Beppe Cantarelli e cantato da Orlando e Patti Johnson.